# 299-та піхотна дивізія (Третій Рейх)
299-та піхотна дивізія (Третій Рейх) (нім. 299. Infanterie-Division) — піхотна дивізія вермахту за часів Другої світової війни. Після розгрому в операції «Багратіон» 1 вересня 1944 переформована на корпусну група «G».

## Історія
299-та піхотна дивізія була сформована 9 лютого 1940 року в Ерфурті в IX-му військовому окрузі (нім. Wehrkreis IX) під час 8-ї хвилі мобілізації Вермахту.

## Райони бойових дій
- Німеччина (лютий — травень 1940);
- Франція (травень — серпень 1940);
- Генеральна губернія (серпень 1940 — червень 1941);
- СРСР (південний напрямок) (червень 1941 — січень 1942);
- СРСР (центральний напрямок) (січень 1942 — липень 1944).

## Командування

### Командири
- генерал артилерії Віллі Мозер (нім. Willi Moser) (6 квітня 1940 — 1 листопада 1942);
- генерал-лейтенант Віктор Кох (нім. Viktor Koch) (1 — 5 листопада 1942, ТВО);
- генерал-лейтенант Ганс Берген (нім. Hans Bergen) (5 листопада 1942 — 3 травня 1943);
- генерал-майор, з 1 листопада 1943 генерал-лейтенант граф Ральф фон Оріола (нім. Ralph Graf von Oriola) (3 травня 1943 — 15 січня 1944);
- генерал-лейтенант Пауль Райхельт (нім. Paul Reichelt) (15 січня — 13 березня 1944);
- генерал-лейтенант граф Ральф фон Оріола (13 березня — 28 червня 1944);
- генерал-лейтенант Ганс Юнк (нім. Hans Junck) (28 червня — 31 липня 1944);
- генерал-майор Карл Гебель (нім. Karl Göbel) (1 вересня 1944 — 16 лютого 1945).

## Нагороджені дивізії
Нагороджені дивізії
Нагороджені Сертифікатом Пошани Головнокомандувача Сухопутних військ для військових формувань
- 20 серпня 1941 — 530-й піхотний полк за дії 1 — 2 липня 1941 (061);
- 1 березня 1942 — 1-й піхотний батальйон 530-го піхотного полку за бойові дії 27 грудня 1941 —7 січня 1942 біля Тима (774).

Нагороджені Сертифікатом Пошани Головнокомандувача Сухопутних військ для військових формувань Вермахту за збитий літак противника
- 14 жовтня 1943 — 3-тя рота 529-го гренадерського полку за дії 11 червня 1943 (396);
- 1 листопада 1943 — 12-та батарея 299-го артилерійського полку за дії 3 серпня 1943 (421).

|  | Кавалери Нагрудного знаку ближнього бою в золоті                                                           | 6                                                                                      |
|  | Кавалери Золотого Німецького Хреста                                                                        | 114                                                                                    |
|  | Кавалери Срібного Німецького Хреста                                                                        | 1                                                                                      |
|  | Кавалери Лицарського хреста Залізного хреста з Дубовим листям                                              | 2 (№ 307 майор Ганс-Мартін Фріче — 02.10.1943 № 321 майор Генріх Кіслінг — 07.11.1943) |
|  | Кавалери Лицарського хреста Залізного хреста                                                               | 33                                                                                     |
|  | Кавалери Почесної відзнаки Сухопутних військ «Почесна застібка на орденську стрічку для Сухопутних військ» | 24                                                                                     |

- Нагороджені Сертифікатом Пошани Головнокомандувача Сухопутних військ (8)